# Miltenberg Güterbahnhof
Miltenberg Güterbahnhof is een voormalig spoorwegstation in de Duitse plaats Miltenberg. Het station werd in 1876 geopend. 